# François Silvant
François Silvant, né le 15 octobre 1949 à Lausanne et mort dans la même ville le 14 juin 2007, est un humoriste et comédien suisse du canton de Vaud.

## Biographie

### Origines et famille
François-Désiré Silvant naît le 15 octobre 1949 à Lausanne. Il a un frère aîné, Jean-Claude, né en 1948.  
Il est le fils de Jules-Louis (Français né au Fornel s. Le Pâquier dans le canton de Neuchâtel, domestique de campagne puis ouvrier, naturalisé à Écublens dans le canton de Vaud au début des années 1960) et de Georgette-Désirée Silvant (née Baedts ou Raedts à Écublens). De ses parents il déclare : « Né d'une mère belge pince-sans-rire et d'un père français rieur, je suis un pur vaudois bâtard ».
Vers la fin de sa vie, il rend publique sa relation de plus de 30 ans avec Philippe Kühne, en accordant notamment un entretien à la presse avec son compagnon dans le cadre de la campagne pour le partenariat enregistré.

### Enfance et formation
Il passe son enfance à Écublens et obtient un diplôme de dessinateur en génie civil.

### Parcours artistique
François Sylvant pratique le théâtre depuis 1970. Il présente à partir de 1983 des spectacles solos, où il interprète un grand nombre de personnages, pour certains récurrents d'un spectacle à l'autre, en particulier son personnage fétiche Madame Pahud. Il s'est surtout produit en Suisse romande.

En 1997 quand on lui demande si le théâtre était une vocation il déclare : 

« Non, c'est venu progressivement. Adolescent, j'aimais dire des textes, réciter des fables de La Fontaine. Je suis devenu dessinateur en génie civil, mais en parrallèle je commençais à faire du théâtre. J'ai fréquenté le Conservatoire, fait des petits boulots, des pubs, du radio-théâtre. Ce qui m'intéressait, c'était de jouer. J'acceptais tout, du vaudeville au Molière en plein air. J'étais polyvalent, alors on me demandait partout »

Il reçoit en 1989 le Prix Jeunes créateurs de la Fondation vaudoise pour la promotion et la création artistiques afin de récompenser ses dons de jeu, d'interprétations des gens d'ici[réf. souhaitée].
En 1995, à la suite d'un deuxième retrait de permis durant une année pour conduite en état d'ivresse, il effectue des travaux d'intérêt public pendant dix jours dans l'établissement médico-social La Rozavère, dans le quartier de Chailly à Lausanne. Ce séjour lui inspire une quinzaine de personnages pour son nouveau spectacle Mais Taisez-vous, écrit entre l'été 1995 et février 1996, et mis en scène par Philippe Cohen. François Silvant y joue son propre rôle et sa célèbre Mme Pahud, celui d'une stagiaire. La première a lieu au théâtre de l'Echandole à Yverdon-les-Bains le 5 novembre 1996, parce que c'est le théâtre de ses débuts avec son spectacle Je veux plus de crème dans les mille-feuilles, qu'il a joué pour la première fois le 4 octobre 1983. Pour l'occasion, il y invite le personnel de La Rozavère.
Le 8 novembre 2000, il participe à l'émission française Vivement dimanche de Michel Drucker, comme l'un des invités de l'hôte principal Charles Aznavour. François Silvant y interprète le sketch La commission de naturalisation. C'est en découvrant le spectacle La fête de la vigneronne à Rolle, qu'Aznavour lui a proposé de se rendre à Paris pour l'enregistrement de l'émission, qui sera diffusée le 12 novembre sur France 2.
À partir de 2003, il produit également une mini-série télévisée hebdomadaire, Le petit Silvant illustré sur la Télévision suisse romande[réf. souhaitée]. Il tourne en outre un téléfilm en 2004 nommé Bien dégagé derrière les oreilles[réf. souhaitée]. Il est par ailleurs la voix du Facteur Hyacinthe, l'un des personnages principaux de l'émission de la TSR Les Babibouchettes[réf. souhaitée].
Au fil des années, il devient l'un des humoristes les plus populaires de Suisse romande,.

### Maladie et fin de vie
En 2005, un cancer au poumon l'oblige à quitter durant plusieurs mois ses activités. Guéri, il revient avec de nouveaux sketches de la série Le petit Silvant illustré. Un nouvel assaut de la maladie l'oblige à une hospitalisation au CHUV, le 22 mai 2007 où il meurt le 14 juin 2007.

## Liste des spectacles en solo
- 1983 : Je veux plus de crème dans les mille-feuilles
- 1986 : Un Suisse peut en cacher une autre
- 1989 : François Silvant et ses dames
- 1991 : Trudi Tell
- 1994 : François Silvant et ses messieurs
- 1996 : Mais taisez-vous!
- 1999 : La fête de la vigneronne
- 2001 : Voicinoël.com
- 2003 : Mes plantes vertes sont magnifiques

## Citations
- « Jésus est avec vous, vos plantes vertes sont magnifiques ! »
- « L'homme naît poussière retourne à la poussière et je passe l'aspirateur », in:François Silvant et ses messieurs

## Sources
- « François Silvant », sur la base de données des personnalités vaudoises sur la plateforme « Patrinum » de la Bibliothèque cantonale et universitaire de Lausanne.
- L'Hebdo, 9 octobre 2003, enfance à Ecublens (p. 98) & 21 juin 2007, p. 52-54
- Le Matin dimanche, 15 mai 2005 p. 25-26
- 24 Heures, 25 octobre 2001 & 15 août 2005, p. 10 & 20 juin 2007 p. 3, faire-part de deuil 20 juin 2007, p. 13.